# Die Unzertrennlichen – Zwei durch dick und dünn
Die Unzertrennlichen – Zwei durch dick und dünn (Originaltitel: The Inseparables) ist ein belgisch-spanisch-französischer computeranimierter Kinderfilm aus dem Jahr 2023. Der Film entstand unter der Regie von Jérémie Degruson. Seine Premiere hatte der Film am 12. Juni 2023 auf dem Festival d’Animation Annecy; er kam am 29. August 2024 in die deutschen Kinos.
Die Unzertrennlichen wurde u. a. von Joel Cohen und Alec Sokolow geschrieben, die 1995 das Drehbuch für den Pixar-Film Toy Story geschrieben hatten. 

## Handlung
Als in einem alten Theater im Central Park die Lichter ausgehen, erwachen die Puppen durch den Tod des alten Puppenspielers zum Leben. Darunter die fantasievolle Puppe Don, die von Don Quijote inspiriert, ständig auf der Suche nach Abenteuern ist. Deshalb beschließt er, seine alberne Rolle als Hofnarr hinter sich zu lassen. Auf seinem Weg durch den Park trifft er auf DJ Doggy Dog, ein ausgestopftes Plüschtier, halb Hund, halb Rapper. Ein ungleiches Duo für eine ebenso ungewöhnliche Aufgabe: Don möchte mehr als alles andere auf der Welt ein wahrer Held werden, wie sein großes Vorbild Don Quijote von La Mancha und DJ Doggy Dog darf sich in einen pragmatischen und ängstlichen Sancho Panza verwandeln. Seine Rolle als Puppe und Narr will Don unbedingt ablegen, aber das ist nicht so einfach, denn die Zerbrechlichkeit der Puppe wird auf eine harte Probe gestellt. Und so begeben sich die beiden auf ihr größtes Abenteuer, um in New York ihre Träume zu verwirklichen und zu beweisen, dass selbst die kleinsten Charaktere große Rollen spielen können.

## Kritiken
Der Deutsche Filmdienst urteilte: „Der Animationsfilm punktet mit einer eigenwilligen Adaption des Don Quijote-Stoffes, einem cleveren Wechsel in der ästhetischen Gestaltung und vielen humoristischen Einfällen, feiert die Kraft der Fantasie und Werte wie Freundschaft, Solidarität und Tapferkeit. Einige Verfolgungsjagden und Actionszenen fallen allerdings zu hektisch aus, und vor allem im Finale werden simple Botschaften allzu plakativ ausgewalzt. -“
Christopher Diekhaus bewerte den Film bei Kino-Zeit.de und schrieb: „‚Die Unzertrennlichen – Zwei durch dick und dünn‘ ist erzählerisch allenfalls Durchschnittsware. Auch, weil wir es mit zwei eindimensionalen Schurkencharakteren zu tun bekommen und die Geschichte manch holprigen Umschwung nimmt. Allzu oft ersetzt der Holzhammer eine feinere Konstruktion.“
Auf der online-Plattform Film-Rezensionen.de meinte Oliver Armknecht: „Das hat schon einige gute Momente, gerade auch in visueller Hinsicht. Insgesamt ist der Animationsfilm aber zu ziellos zusammengestückelt, nervt zudem durch die grauenvolle Musik.“
Kritiker Kevin Giraud lobte bei cinergie.be, einer Webseite des belgischen Kinos: „Der Film ist voller Herz. Mit Freundlichkeit und Offenheit, mit Freude und guter Laune erzählt uns „Les Inséparables“ eine Geschichte auf menschlicher Ebene, eine Ode an Träumer jeden Alters. Ein Film, der zweifellos sein Publikum in unserem flachen Land finden wird.“

## Auszeichnungen (Auswahl)
- 2023 war der Film beim Festival d’Animation Annecy nominiert.